# Karl-Hans Riehm
Karl-Hans Riehm (* 31. Mai 1951 in Konz) ist ein ehemaliger deutscher Leichtathlet.
Für die Bundesrepublik startend gehörte er in den 1970er und 1980er Jahren zu den weltbesten Hammerwerfern. Sein größter Erfolg war der Gewinn der Silbermedaille bei den Olympischen Spielen 1984 in Los Angeles, wofür er, wie alle Medaillengewinner aus der deutschen Mannschaft, mit dem Silbernen Lorbeerblatt ausgezeichnet wurde.

## Leben
Beim Pfingstsportfest 1975 in Rehlingen (Saarland) gelang es Riehm, in allen sechs Würfen über der alten Weltrekordweite 76,66 m von Alexei Spiridonow zu bleiben. Nach jeweiligen Bestweiten von 76,70 m und 77,56 m verbesserte er die Rekordmarke schließlich auf 78,50 m. Bei einem Meeting 1978 in Heidenheim an der Brenz gelang es Karl-Hans Riehm nach Boris Saitschuk als zweitem Menschen, unter Wettkampfbedingungen den Hammer über die 80-Meter-Marke zu schleudern. Mit 80,32 m stellte er damit erneut einen Hammerwurf-Weltrekord auf.
1982 erhielt er den Rudolf-Harbig-Gedächtnispreis des Deutschen Leichtathletik-Verbandes.
Zu seiner Leistungssteigerung Mitte der 1970er Jahre erklärte er: „Was mich entscheidend vorangebracht hat, waren die professionellen Trainingsmöglichkeiten als Zeitsoldat. … Hinzu kam die von meinem Trainer Ernst Klement erdachte geniale Verbesserung der Hammerwurf-Technik. Damit waren wir führend in der Welt.“
Karl-Hans Riehm gehörte bis 1976 unter dem Trainer Ernst Klement dem TV Germania Trier an, ab 1978 dem TV Wattenscheid. In Ergänzung zur Leichtathletik betrieb Riehm über lange Jahre hinweg auch Rasenkraftsport beim RKV Ensdorf/Saar und konnte so zu der Erfolgsgeschichte dieses Vereins mit insgesamt drei Mannschaftsmeisterschaften und weit über 200 Einzeltiteln beitragen. Noch heute wird er in der Rekordliste des DRTV (Deutscher Rasenkraftsport- und Tauziehverband) in der Klasse Senioren 1 über 87 Kilogramm mit einer Weite von 79,44 m, aufgestellt für den RKV Ensdorf am 5. Mai 1984 in Augsburg, als Rekordhalter geführt. In seiner Wettkampfzeit war er 1,88 m groß und wog 110 kg.
Der Innenarchitekt ist verheiratet, Vater zweier Kinder und führte von 1990 bis 2012 die von seinem Vater übernommene Bau- und Möbelschreinerei in Konz. Seit seiner frühen Jugend, insbesondere seit Ende seiner Hammerwerfer-Karriere, ist er als aktiver Spieler auf Kreisliga-Niveau seit Jahrzehnten dem Tischtennis-Sport verbunden.

## Erfolge
- 1972 Olympische Spiele: Platz 10 (70,12 m)
- 1976 Olympische Spiele: Platz 4 (75,46 m)
- 1978 Europameisterschaften: Platz 3 (76,50 – 76,50 – 76,90 – 75,66 – ungültig – 77,02 m)
- 1983 Weltmeisterschaften: Platz 7 (76,92 m)
- 1984 Olympische Spiele: Platz 2 (73,68 – 74,70 – 77,98 m – ungültig – 76,46 – ungültig)
- Zehnfacher Deutscher Meister zwischen 1973 und 1984 mit Ausnahme von 1974 (Edwin Klein) und 1982 (Klaus Ploghaus)[2]
- Europacup- und Weltcupsieger